# ティンクル・セボンスター
『ティンクル・セボンスター』は、菊田みちよによる少女向け小説。カバヤ食品から発売されているアクセサリー玩具菓子を原作とした小説のシリーズである。2015年12月に刊行開始。2021年3月、カバヤ食品よりシリーズ初となる本作のアクセサリー「ペアフレンズセボンスター」が発売。

## 概要
主に宝石と妖精が登場する。本はそれぞれテーマカラーが違い、第1巻を除く全ての本を並び替えると虹色になる。

## 登場人物
星 アンナ（ほし アンナ）　声 =生天目仁美
主人公。女王候補生の一人。ちょっぴり引っ込み思案な小学5年生の女の子。宝石の国の妖精・モモのココロビト。モモと合体することで、「オーロラ・ダイヤモンド」に変身することができる。イメージカラーはピンク色。
橘 きい（たちばな きい）　声=堀江由衣
アンナの初めての友達。ピアノが得意な小学5年生の女の子。アンナ、ひな、うるるとはクラスが違う。宝石の国の妖精・ピリカのココロビト。喋り方は早口。イメージカラーは黄色。
赤羽 ひな（あかばね ひな）声　＝釘宮理恵
いつも明るく元気な、小学5年生の女の子。アンナの友達。宝石の国の妖精・ビビアンのココロビト。イメージカラーは赤色。
水嶋 うるる（みずしま うるる）声 =能登麻美子
クラス委員で頭の良い小学5年生の女の子。アンナの友達。宝石の国の妖精・メルのココロビト。イメージカラーは水色。
ミント　声　=遠藤綾
砂漠の村に住んでいる巫女。宝石の国の妖精・エリオのココロビト。イメージカラーは緑色。
紫月 ヴィクトリア（しづき ヴィクトリア）声=折笠富美子
女王候補生の一人。宝石の国の妖精・ムーンのココロビト。第6巻では、負のエネルギーの結晶・ブラックココロクリスタルを集めている、占い師の姿をした少女「ブラック・シリマナイト」であることが判明したが、第7巻では再びアンナの友達となった。イメージカラーは紫色。
宝石の国の女王 声=井上喜久子
かがやきの木を守る、今の女王。強くて優しい人。
ベリル       声=不明
王宮を守る大妖精。厳しく温かく、女王試験を見守る。
シレーヌ　　　声=不明
海の都の大妖精。お客様が大好き。嬉しいと踊り出す。
ヒスイ　　　　声=不明
砂の都の大妖精。艶やかなドレスを纏い、ちょっぴりミステリアス。
フローラ     声=不明
花の都の大妖精。おっとりしていて、涙もろいところも。
コットン　　声=不明
風の都の大妖精。いつも陽気で、歌いながら話す癖がある。
マリー 声=日高里菜
ヴィクトリアの義理の妹。宝石の国の妖精・ローサのココロビト。イメージカラーはオレンジ色。
マリナ・ホシ　声=不明
アンナの祖母。宝石職人であり、去年亡くなった。昔に女王試験を受けていた。
マロン　声=野田順子
アンナが飼っているウサギ。特技はツッコミで、いつも関西弁で話している。
モモ　声　豊崎愛生
宝石の国の妖精。常に前向きで明るく、自分の気持ちに嘘がつけない、素直な性格。宝石の名前は「オーロラ・ダイヤモンド」。
ピリカ　声　伊瀬茉莉也
宝石の国の妖精。音楽が大好きで、いつもご機嫌。楽しいことを見つける名人。宝石の名前は「レモン・シトリン」。
ビビアン　声　戸松遥
宝石の国の妖精。素直になれない、照れ屋さん。でも一度信じたものは守り抜く、強い心の持ち主。宝石の名前は「スカーレット・ルビー」。
メル　　声　諸星すみれ
宝石の国の妖精。いつもぼんやりマイペース。気持ちが顔に現れにくいが、人の役に立つことが好きな、優しい子。宝石の名前は「アジュール・アクアマリン」。
エリオ　声　田村睦心
宝石の国の妖精。夢中になると、周りが見えなくなるお調子者。自信家で、一途な心を持っている。宝石の名前は「ライム・エメラルド」。
ローサ　声　井口裕香
宝石の国の妖精。プライドが高くて、意地っ張り。でも、度胸があって、仲間を引っ張るリーダー格。宝石の名前は「オランジュ・アンバー」。
ムーン　声　山村響
宝石の国の妖精。強気で賢くクールな子。でも大切な人の為に頑張る気持ちは、人一倍。宝石の名前は「アメジスト」。第4巻～第6巻時点ではシリマナイト（ヴィクトリア）とペアを組み、共にブラックココロクリスタルを集めていたが、第7巻ではアンナの仲間となった。

## 書籍情報
- 菊田みちよ『ティンクル・セボンスター』ポプラ社、全8巻
  1. 「はじめまして★宝石の妖精モモ」2015年12月発売[3]、ISBN 978-4-591-14718-4
  2. 「まいごの妖精ピリカと音楽会」2016年7月発売[5]、ISBN 978-4-591-15067-2
  3. 「妖精ビビアンのキケンなひみつ？」2017年5月発売[6]、ISBN 978-4-591-15424-3
  4. 「妖精メルと海の宝石のきずな」2018年6月発売[7]、ISBN 978-4-591-15883-8
  5. 「妖精エリオと時の迷宮」2019年9月発売[8]、ISBN 978-4-591-16354-2
  6. 「妖精ローサと花のまぼろし」2021年1月発売[9]、ISBN 978-4-591-16878-3
  7. 「妖精ムーンと闇の女王」2022年3月発売[10]、ISBN 978-4-591-17192-9
  8. 「アンナと宝石の国の女王様」2022年12月発売[11]、ISBN 978-4-591-17569-9